# Корнволіс
Корнволіс (англ. Cornwallis) — сільський муніципалітет в Канаді, у провінції Манітоба, у складі сільського муніципалітету Елтон.

## Населення
За даними перепису 2016 року, сільський муніципалітет нараховував 4520 осіб, показавши зростання на 3,2%, порівняно з 2011-м роком. Середня густина населення становила 9 осіб/км².
З офіційних мов обидвома одночасно володіли 500 жителів, тільки англійською — 3 975, тільки французькою — 25, а 20 — жодною з них. Усього 380 осіб вважали рідною мовою не одну з офіційних, з них 5 — одну з корінних мов, а 25 — українську.
Працездатне населення становило 76,1% усього населення, рівень безробіття — 5% (3,5% серед чоловіків та 7% серед жінок). 91,1% осіб були найманими працівниками, а 7,9% — самозайнятими.
Середній дохід на особу становив $48 502 (медіана $47 040), при цьому для чоловіків — $59 430, а для жінок $36 197 (медіани — $59 696 та $31 258 відповідно).
37,9% мешканців мали закінчену шкільну освіту, не мали закінченої шкільної освіти — 16,6%, 45,4% мали післяшкільну освіту, з яких 23,6% мали диплом бакалавра, або вищий, 15 осіб мали вчений ступінь.
| Статево-вікова структура населення | Статево-вікова структура населення | Статево-вікова структура населення | Статево-вікова структура населення | Статево-вікова структура населення |
| ---------------------------------- | ---------------------------------- | ---------------------------------- | ---------------------------------- | ---------------------------------- |
|                                    |                                    |                                    |                                    |                                    |
| Всього                             | Всього                             | 52,7%47,3%                         |                                    |                                    |
| 0 — 14 років                       | 0 — 14 років                       |                                    | 22,8%                              | 22,8%                              |
| 15 — 64 років                      | 15 — 64 років                      |                                    | 67,3%                              | 67,3%                              |
| 65 і більше                        | 65 і більше                        |                                    | 9,9%                               | 9,9%                               |
| 85 і більше                        | 85 і більше                        |                                    | 0,6%                               | 0,6%                               |
| Середній вік (років)               | Середній вік (років)               | 34,635,0                           | 34,8                               | 34,8                               |
| Медіана (років)                    | Медіана (років)                    | 31,633,6                           | 32,6                               | 32,6                               |
| — чоловіки — жінки                 |                                    |                                    |                                    |                                    |

| Походження мешканців:     | Походження мешканців:     | Походження мешканців: | Походження мешканців: | Походження мешканців: |
| ------------------------- | ------------------------- | --------------------- | --------------------- | --------------------- |
| Походження                |                           |                       | осіб                  | %                     |
| Корінні американці        | Корінні американці        |                       | 385                   | 8.69%                 |
| Інше північноамериканське | Інше північноамериканське |                       | 1 570                 | 35.44%                |
| Європейське               | Європейське               |                       | 3 505                 | 79.12%                |
| британське                | британське                |                       | 2 450                 | 55.3%                 |
| французьке                | французьке                |                       | 635                   | 14.33%                |
| українське                | українське                |                       | 535                   | 12.08%                |
| Латинськоамериканське     | Латинськоамериканське     |                       | 40                    | 0.9%                  |
| Карибське                 | Карибське                 |                       | 25                    | 0.56%                 |
| Африканське               | Африканське               |                       | 30                    | 0.68%                 |
| Азійське                  | Азійське                  |                       | 140                   | 3.16%                 |

| Зайнятість населення за галузями (за класифікацією NOC): | Зайнятість населення за галузями (за класифікацією NOC): | Зайнятість населення за галузями (за класифікацією NOC): | Зайнятість населення за галузями (за класифікацією NOC): | Зайнятість населення за галузями (за класифікацією NOC): |
| -------------------------------------------------------- | -------------------------------------------------------- | -------------------------------------------------------- | -------------------------------------------------------- | -------------------------------------------------------- |
|                                                          |                                                          |                                                          |                                                          |                                                          |
| Управління                                               | Управління                                               |                                                          | 11,1%                                                    | 11,1%                                                    |
| Бізнес, фінанси та адміністрування                       | Бізнес, фінанси та адміністрування                       |                                                          | 14,6%                                                    | 14,6%                                                    |
| Природничі та прикладні науки                            | Природничі та прикладні науки                            |                                                          | 2,1%                                                     | 2,1%                                                     |
| Охорона здоров'я                                         | Охорона здоров'я                                         |                                                          | 5,5%                                                     | 5,5%                                                     |
| Освіта, правозахист, муніципальні та урядові служби      | Освіта, правозахист, муніципальні та урядові служби      |                                                          | 30,8%                                                    | 30,8%                                                    |
| Мистецтво, культура, відпочинок та спорт                 | Мистецтво, культура, відпочинок та спорт                 |                                                          | 1,6%                                                     | 1,6%                                                     |
| Роздрібна торгівля та послуги                            | Роздрібна торгівля та послуги                            |                                                          | 16,4%                                                    | 16,4%                                                    |
| Гуртова торгівля, транспорт та обладнання                | Гуртова торгівля, транспорт та обладнання                |                                                          | 12,7%                                                    | 12,7%                                                    |
| Природні ресурси, сільське господарство                  | Природні ресурси, сільське господарство                  |                                                          | 2,9%                                                     | 2,9%                                                     |
| Виробництво                                              | Виробництво                                              |                                                          | 2,1%                                                     | 2,1%                                                     |

## Клімат
Середня річна температура становить 2,6°C, середня максимальна – 24,3°C, а середня мінімальна – -23,9°C. Середня річна кількість опадів – 475 мм.
| Клімат поселення                              | Клімат поселення | Клімат поселення | Клімат поселення | Клімат поселення | Клімат поселення | Клімат поселення | Клімат поселення | Клімат поселення | Клімат поселення | Клімат поселення | Клімат поселення | Клімат поселення | Клімат поселення |
| Показник                                      | Січ.             | Лют.             | Бер.             | Квіт.            | Трав.            | Черв.            | Лип.             | Серп.            | Вер.             | Жовт.            | Лист.            | Груд.            |                  |
| Середній максимум, °C                         | −10,63           | −6,66            | −0,1             | 10,00            | 17,84            | 23,21            | 24,25            | 23,30            | 17,81            | 10,85            | 0,70             | −8,8             |                  |
| Середня температура, °C                       | −17,24           | −13,27           | −6,72            | 3,39             | 11,24            | 16,60            | 19,14            | 18,19            | 12,69            | 5,70             | −4,42            | −13,92           |                  |
| Середній мінімум, °C                          | −23,86           | −19,87           | −13,32           | −3,21            | 4,62             | 10,00            | 14,01            | 13,07            | 7,57             | 0,62             | −9,55            | −19,03           |                  |
| Норма опадів, мм                              | 20               | 15               | 23               | 25               | 57               | 78               | 75               | 67               | 43               | 30               | 20               | 22               |                  |
| Середньомісячна швидкість вітру, м/с          | 4.03             | 4.04             | 4.20             | 4.40             | 4.56             | 4.00             | 3.50             | 3.60             | 4.00             | 4.30             | 4.14             | 4.00             |                  |
| Середньомісячна сонячна радіація, кДж/м²·день | 4094             | 7353             | 12565            | 17142            | 20260            | 21400            | 21993            | 18763            | 13103            | 7921             | 4239             | 3188             |                  |
| --------------------------------------------- | ---------------- | ---------------- | ---------------- | ---------------- | ---------------- | ---------------- | ---------------- | ---------------- | ---------------- | ---------------- | ---------------- | ---------------- | ---------------- |
| Джерело:                                      |                  |                  |                  |                  |                  |                  |                  |                  |                  |                  |                  |                  |                  |